# توصيل هيدروليكي
التوصيل الهيدروليكي (بالإنجليزية: Hydraulic conductivity) ويُمثَل له بـ {\displaystyle K}، هي الخاصية التي تصف سهولة مرور السوائل كالماء مثلاً من خلال مسامات المواد الصلبة مثل أوعية النباتات أو التربة والصخور. وذلك يعتمد على نفاذية نفاذية المادة ودرجة التشبع، وعلى كثافة ولزوجة السائل. ويُمكن تعريف التوصيل الهيدروليكي بأنه قياس مدى سرعة انتقال سائل عبر مسام مادةٍ صلبة.

## الطرق
هناك نوعان من فئات واسعة من تحديد التوصيل الهيدروليكي:
- النهج التجريبي الذي يرتبط التوصيل الهيدروليكي لخصائص التربة مثل حجم المسام وحجم الجسيمات (حجم الحبوب) وملمس التربة.
- النهج التجريبي الذي يُحدد التوصيل الهيدروليكي من التجارب الهيدروليكية باستخدام قانون دارسي.

تم تصنيف المنهج التجريبي الثاني بشكل عام إلى:
- الاختبارات المختبرية باستخدام عينات التربة الخاضعة للتجارب الهيدروليكية.
- الاختبارات الميدانية التي يتم تمييزها من خلال:
  - الاختبارات الميدانية الصغيرة، وذلك باستخدام ملاحظات مستوى المياه في تجاويف في التربة.
  - والاختبارات الميدانية واسعة النطاق، مثل اختبارات المضخات في الآبار أو من خلال مراقبة أداء أنظمة الصرف الأفقي القائمة.

وتنقسم الاختبارات الميدانية الصغيرة النطاق إلى:
- اختبارات التسرب في التجاويف فوق سطح الماء.
- اختبارات السد في التجاويف تحت سطح الماء.

## التقدير حسب المنهج التجريبي

### تقدير حجم الحبيبات
استخلص ألين هازن المنهج تجريبي للتوصيل الهيدروليكي من خلال حجم الحبيبات:
{\displaystyle K=C(D_{10})^{2}}
حيث أن:
{\displaystyle C} هو مُعامل هازن التجريبي الذي يأخذ قيمة ما بين 0.0 و1.5.
{\displaystyle D_{10}} هو قطر لـ 10 مئين لحبيبات المادة الصلبة.

### وظيفة بيدوترانزفر
دالة بيدوترانزفر (PTF) هي طريقة تقدير تجريبية متخصصة، تستخدم أساساً في علوم التربة، ولكن لها زيادة في استخدام الهيدروجيولوجيا. هناك العديد من الطرق المختلفة، ومع ذلك، فإنها جميعاً تقويم بتحديد خصائص التربة، مثل التوصيل الهيدروليكي، نظراً لعدة خصائص التربة المقاسة، مثل حجم الجسيمات التربة، والكثافة السائبة.